# The Rime of the Ancient Mariner

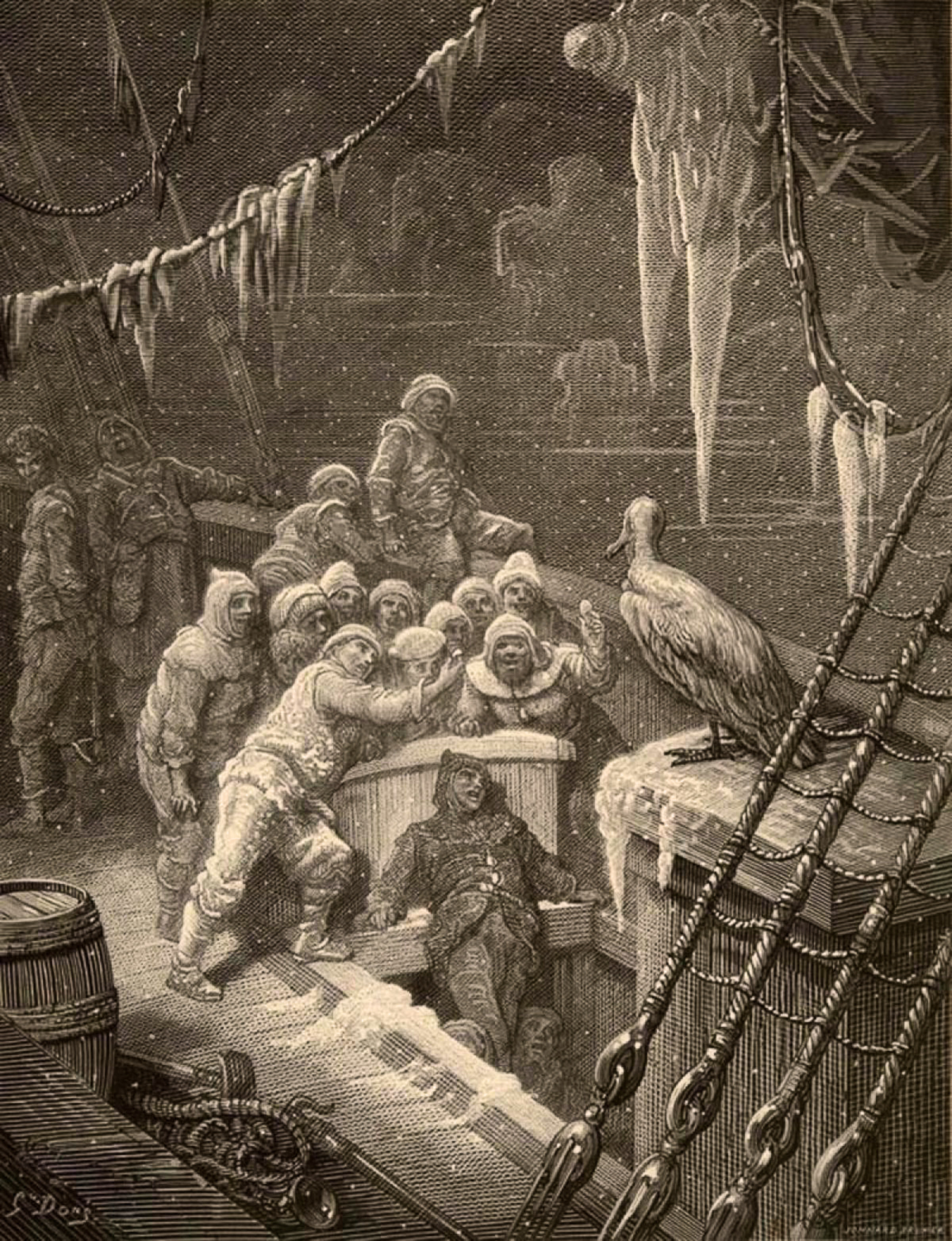
Illustration Gustave Dorés zur Ballade

The Rime of the Ancient Mariner, in der ersten Fassung 1798 The Rime of the Ancyent Marinere (auf Deutsch Die Ballade vom alten Seemann) ist eine Ballade des englischen Dichters Samuel Taylor Coleridge. Sie wurde 1798 erstmals zunächst anonym als erstes Gedicht der Gedichtsammlung Lyrical Ballads veröffentlicht, die von Coleridge und William Wordsworth gemeinsam veröffentlicht wurde. Die Ballade handelt von einem Seemann, der durch die Tötung eines Albatros einen Fluch heraufbeschworen hat, ihn durch die Erkenntnis der Schönheit der Natur lösen konnte und dann anderen diese Erfahrung bis ins hohe Alter mitteilt. Diese Mitteilung wird in eine Rahmenhandlung eingebettet. Die Ballade gilt als eines der bekanntesten Gedichte zu Beginn der englischen Romantik und wird zum Kanon der englischen Literatur gerechnet. Es ist außerdem Coleridges längstes Gedicht.

## Inhalt

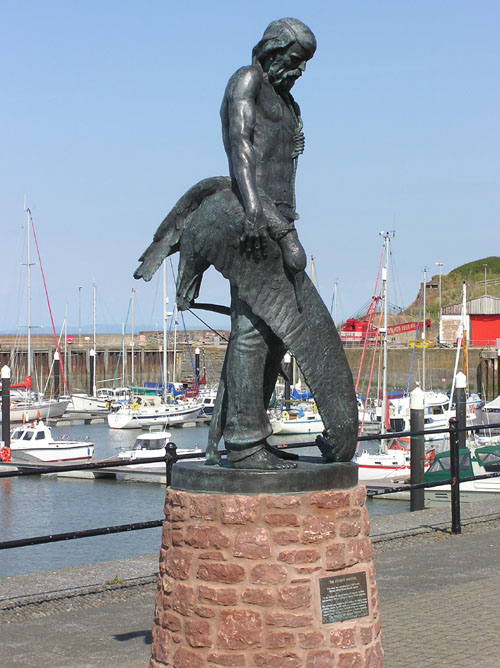
Statue des Ancient Mariner mit dem toten Albatros in Somerset

Ein alter Seemann, der von einer langen Seereise zurückgekehrt ist, hält einen jungen Mann an, der gerade auf dem Weg zu einer Hochzeitsfeier ist, und beginnt, ihm seine Geschichte zu erzählen. Der junge Mann reagiert zunächst mit Furcht und Ungeduld, erliegt aber schließlich der Faszination der Schilderung des Seemanns.
Die erzählte Handlung beginnt damit, dass das Schiff des alten Seemanns seinen Hafen verlässt und danach immer weiter nach Süden bis in die Antarktis gelangt. Einen Albatros, der Mannschaft und Schiff aus der Eiswüste herausführt, betrachten die Matrosen als himmlischen Boten. Der alte Seemann erlegt ihn jedoch mit seiner Armbrust. Darüber sind die Matrosen zunächst empört, als das Schiff aber wärmere Gefilde erreicht, kühlt ihr Zorn ab.
Dann aber lässt der Wind nach, und das Schiff sitzt in einer Flaute fest. Das lässt den Zorn der Matrosen wieder erwachen. Der Seemann sieht sich zur Strafe für seine Mordtat von der Crew gezwungen, den getöteten Albatros um seinen Hals zu tragen („Ah! Well a-day! What evil looks / Had I from old and young! / Instead of the cross, the albatross / About my neck was hung“).  Plötzlich erscheint ein Geisterschiff, an Bord sind Tod („Death“) und, in Frauengestalt, Leben im Tod („Night-mare Life-in-Death“). Beide beginnen, um die Seelen zu würfeln. Während Tod die Schiffsmannschaft gewinnt, bekommt Leben-im-Tod den Seefahrer, den es als weitaus wertvoller ansieht.
Während die gesamte Besatzung ums Leben kommt (death), bleibt der Seefahrer am Leben, muss aber Tag und Nacht wie in einem Albtraum in die Augen seiner toten Kameraden sehen (night-mare-life in death). Dieser Fluch löst sich, als der Seefahrer die Tiere des Meeres erstmals in ihrer Schönheit erkennt. Er beginnt sie zu preisen („a spring of love gush'd from my heart and I bless'd them unaware“). Darauf fällt ihm der tote Albatros von der Schulter, der Fluch ist aufgehoben. Die tote Crew erwacht zum Leben und bringt, von guten Mächten angetrieben, das Schiff in heimatliche Gefilde zurück. Als der Seemann schon den Hafen sichtet, sinkt das Schiff jedoch unerwartet, und erneut bleibt nur er selbst zurück.
Er wird vom Hafenlotsen, dessen Sohn und einem Einsiedler gerettet, der ihm noch im Boot die Beichte abnimmt. Der Seefahrer kehrt zurück an Land und kündigt an, von da an über die Erde wandernd, jedem seine Geschichte zu erzählen.

## Interpretation

### Motive und Themen
Die Idee für Handlung, Ort und Themen der Ballade geht auf Diskussionen zwischen William Wordsworth, dessen Schwester, die Dichterin und Chronistin Dorothy Wordsworth, und Coleridge zurück, ein Gedicht über die Geschichte eines alten Seemanns zu schreiben. Wordsworth überließ seinem Freund Coleridge diese Idee und steuerte noch das Motiv des Albatros dazu bei, von dem er in Voyage Round the World des britischen Seefahrers George Shelvocke gelesen hatte. Coleridge, der selbst sehr belesen war, kannte vermutlich den Bericht von Shelvocke ebenso wie Reiseschilderungen von Samuel Purchas oder Captain James Cook sowie Beschreibungen von Grönland und Spitzbergen. Coleridge verarbeitete in seinem Gedicht sowohl Entdeckungsreisen seiner Zeit als auch literarische Traditionen wie die Reise des Odysseus oder Mode der ‚gotischen‘ Schauerliteratur zu Coleridges Zeit.
Das beherrschende Thema des Gedichts ist das von Schuld und Sühne, wobei es dem alten Seemann nur teilweise gelingt, seine Schuld, die er mit der Tötung des Albatros auf sich geladen hat, zu sühnen. Eine Erlösung findet nur teilweise statt, denn lediglich der Seemann, nicht aber die Schiffscrew, erreicht in Teil V des Gedichts das Land. Neben der offensichtlichen moralisch-existentiellen Auslegung des Gedichts haben vor allem Interpreten ab dem 20. Jahrhundert noch zahlreiche weitere Auslegungen hinzugefügt, darunter biografische, tiefenpsychologische und symbolische Deutungen.
Dorothy Waples interpretierte das Gedicht als Ausdruck der Beschäftigung Coleridges und Wordsworths mit David Hartleys Philosophie, besonders dem Konzept der Theopathie.

### Rahmenhandlung
Die Hauptfigur, der alte Seemann, wird durch eine weitere Figur, den Hochzeitsgast, ergänzt, dem der Seemann seine Geschichte erzählt. Die Hochzeit, die im Hintergrund stattfindet, kann so interpretiert werden, dass sie für menschliches Glück, Unbeschwertheit und Geselligkeit steht. Dies steht im Kontrast zum tragischen Schicksal des alten Seemanns.

## Stellung in der Literaturgeschichte
The Rime of the Ancient Mariner ist Teil der Gedichtsammlung Lyrical Ballads, die Coleridge mit seinem Dichterfreund William Wordsworth 1798 erstmals anonym veröffentlichte. Die Gedichtsammlung wird als Beginn der Romantik in England betrachtet. Coleridge und Wordsworth werden zusammen mit William Blake, John Keats, Percy Bysshe Shelley und George Gordon Byron zu den „big six“ der englischen Romantik gezählt.

## Rezeption

### Rezeption bei Veröffentlichung und heute
Das Gedicht traf bei seiner Veröffentlichung überwiegend auf negative Kritik. So wurde die Handlung der Ballade als unverständlich beschrieben und die Verwendung von sprachlichen Archaismen als Versuch, alte Dichtkunst zu imitieren, als misslungen kritisiert. Robert Southey beispielsweise schreibt in The Critical Review 1798: „We do not sufficiently understand the story to analyse it. It is a Dutch attempt at German sublimity. Genius has here been employed in producing a poem of little merit.“
Die erste Version des Gedichts, mit seinem Reim und seiner archaischen Sprache, verstieß auch gegen die aufkommende romantische Tradition, in moderner Sprache und in Blankvers zu schreiben, wie es etwa Wordsworth in seinem Gedicht Tintern Abbey tat. Coleridge wollte mit seinem freien Reimschema und der archaischen Sprache eine Diskussion über solche literarischen Formen initiieren, was ihm aber wohl nicht gelang.
Als Reaktion auf die Kritik verschob William Wordsworth bei der nächsten Auflage 1800 der Lyrical Ballads Coleridges Gedicht The Rime of the Ancient Mariner ans Ende des Gedichtbands. Er fügte außerdem noch eine entschuldigende Anmerkung hinzu, weil er den Eindruck hatte, dass die Fremdartigkeit des Gedichts die Leserschaft davon abgehalten haben könnte, weiterzulesen. Coleridge entfernte für die Auflage von 1800 Archaismen in Vokabular, Stil und Schreibweise (wie etwa ancyent marinere statt ancient mariner). Das Gedicht wurde auch in den folgenden Ausgaben in dieser Form nachgedruckt, Wordsworth' Anmerkung zum Gedicht aber wieder fallengelassen. Als Coleridge im Jahr 1815 eine Gedichtsammlung mit dem Titel Sibylline Leaves unter seinem Namen veröffentlichte, fügte er Erläuterungen hinzu, die auf dem Rand als Marginalien beigegeben wurden.
Im Laufe der Zeit veränderte sich die Einschätzung der Ballade gründlich: Die Bedeutung der Ballade in der englischen Kultur-, Literatur- und Sprachgeschichte wird mit der von Schillers Lied von der Glocke im deutschen Sprachraum verglichen. Die Ballade wird seit langem zum literarischen Kanon gerechnet. Aus dem Gedicht sind auch einige Ausdrücke in die englischen Umgangssprache eingegangen: Die bekannteste Redewendung sind die berühmten Zeilen  „Water, water, every where, / Nor any drop to drink“, ein Ausdruck, der sich auf jegliche Situation nun beziehen kann, in dem jemand von Unmengen des Objektes seiner Begierde umgeben ist, ohne davon etwas nehmen zu können. Ferner hat das englische Wort albatross eine zweite Bedeutung erhalten, nämlich ständige, besorgniserregende Belastung und Hindernis zum Erfolg.
Dass die Ballade im englischsprachigen Raum sehr geschätzt wird, zeigt sich auch daran, dass zahlreiche Künstler passende Illustrationen dazu schufen, darunter J. Noel Paton, Willy Pogány, Gerald Metcalfe, Harry Clarke, Mervin Peake und Harry Brockway. In Frankreich schuf Gustave Doré 1866 eine berühmte Illustrationssuite.
Auch außerhalb des englischsprachigen Raums hat das Gedicht Bekanntheit erlangt. Es wurde in mehrere Sprachen übersetzt, darunter Deutsch, Niederländisch, Französisch, Baskisch und Spanisch. Die erste, noch im 19. Jahrhundert publizierte deutsche Übersetzung der Ballade stammt von Ferdinand Freiligrath und erschien 1877 in Leipzig mit Dorés Illustrationen, eine zweite von Wolfgang Breitwieser 1959, von Heinz Politzer eine dritte im Jahr 1963 und von Günter Plessow 2020 eine vierte.

### Rezeption und Adaption in Literatur, Musik, Film
In vielen englischen literarischen Werken gibt es Anspielungen auf The Rime of the Ancient Mariner, so übte das Gedicht einen erheblichen Einfluss auf die Schriftsteller der romantischen Bewegung aus. In Mary Shelleys Roman Frankenstein beispielsweise wird auf das Gedicht direkt angespielt, außerdem wird in Roman und Gedicht das Sublime wertgeschätzt und die Erforschung der Pole der Erde thematisiert.
Auch in der Musik wurde der Stoff verarbeitet, so z. B. im gleichnamigen, 1975 erschienenen Konzeptalbum des Musikers und Komponisten David Bedford, der das Album in Zusammenarbeit mit Mike Oldfield realisierte. Auf dem Album Powerslave der Metal-Band Iron Maiden ist The Rime of the Ancient Mariner eine fast 14-minütige musikalische Nacherzählung, die sich in Live-Auftritten der Band zu einem beliebten Stück entwickelt hat und auch als eine Inspiration für Entwicklungen des Progressive Rock gilt.
The Rime of the Ancient Mariner wurde auch für Hörbücher und Comics adaptiert. Selbst Donald Duck bleibt das Auswendiglernen und Rezitieren nicht erspart. Donald muss, um eine Seereise zu gewinnen, die letzte Strophe vortragen. In der deutschen Übersetzung von Erika Fuchs wird daraus eine leicht parodistische Neudichtung:
Weh mir Frevler, daß ich schoß den Schicksalsvogel Albatros!

Dreimal wehe, daß ich traf! Dafür trifft mich des Schicksals Straf'! 
The Rime of the Ancient Mariner diente auch als die Basis für mehrere Verfilmungen, so der Stummfilm The Ancient Mariner von 1925, ein Drama von Chester Barnett (Regie und Drehbuch). Ferner verfilmte Raul daSilva (Regie) 1975 das Gedicht im Film Rime of the Ancient Mariner mit Michael Redgrave als Seemann.

### Textausgaben

#### Englische Originalausgaben
- The Rime of the Ancyent Marinere. In: Lyrical Ballads. Bristol 1798. (englische Originalausgabe, anonym veröffentlicht)[29]
- The Rime of the Ancient Mariner. In: Lyrical Ballads. In 2 Bänden. London 1800. (Neuauflage der Lyrical Ballads mit The Rime of the Ancient Mariner mit geänderter Rechtschreibung und Vokabular, 1802 und 1805 unverändert nachgedruckt)[29]
- Samuel Taylor Coleridge: The Rime of the Ancient Mariner. In: The Sibylline Leaves. 1817. (erste Auflage unter Coleridges Namen und mit Marginalien)[29]

#### Moderne englische Ausgaben
- Samuel Taylor Coleridge: The rime of the ancient mariner. Mit Illustrationen von Gustave Doré. MacMillan Publishers, London 2017, ISBN 978-1-5098-4291-9.
- Dean Motter (Bearbeiter, Illustrator), Willie Schubert (Illustrator), Samuel Taylor Coleridge (Text): The rime of the ancient mariner. Berkley/First Publishing, Chicago, Illinois, 1991, ISBN 978-0-425-12763-6. (Comicbuchausgabe)

#### Deutsche Übersetzungen
- Samuel Taylor Coleridge: Der alte Seemann. Übersetzt aus dem Englischen von Ferdinand Freiligrath, illustriert von Gustave Doré. Leipzig 1877.
- Samuel Taylor Coleridge: Der alte Seemann (The rime of the ancient mariner, engl. u. dt.) und Kubla Khan (engl. u. dt.). Übersetzt aus dem Englischen von Wolfgang Breitwieser.  L. Schneider, Heidelberg 1959.
- Samuel Taylor Coleridge: Der alte Seefahrer (The rime of the ancient mariner, engl. u. dt.). Übersetzt aus dem Englischen und herausgegeben von Heinz Politzer. Insel-Verlag, Frankfurt am Main 1963.
- Samuel Taylor Coleridge: The Rime of the Ancient Mariner – Der alte Seemann. Zweisprachige Ausgabe. Aus dem Englischen übersetzt von Günter Plessow. Mit zwei Seebildern nach William Turner. Edition Signathur, Dozwil 2020, ISBN 978-3-906273-41-9.

### Hörbuch
- Samuel Taylor Coleridge: The rime of the ancient mariner. Musikproduktion, vorgetragen von Richard Burton und Ralph Richardson, Soundtrack komponiert von David Moore. Digitales Hörbuch. Saland Publishing, Guildford 2011, ISBN 978-1-907818-90-5.

### Sekundärliteratur
- J. D. Boulger: Twentieth Century Interpretations of „The Rime of the Ancient Mariner“. Prentice Hall, Englewood Cliffs, NJ, 1969.
- Humphrey House: S. T. Coleridges “The Ancient Mariner”. In: Willi Erzgräber (Hrsg.): Interpretationen Band 8 · Englische Literatur von William Blake bis Thomas Hardy. Fischer Verlag, Frankfurt a. M. u a. 1970, S. 38–66.
- Edgar Mertner: The Rime of the Ancient Mariner. In: Karl Heinz Göller (Hrsg.):  Die englische Lyrik. Von der Renaissance bis zur Gegenwart. August Bagel, Düsseldorf 1968, S. 309–331.